# Spastin
Spastin‏ (Spastin) هوَ بروتين يُشَفر بواسطة جين Spastin في الإنسان.

## الوظيفة
يُشفِّر هذا الجين عضوًا من عائلة بروتينات AAA (ATPases المرتبطة بمجموعة متنوعة من الأنشطة الخلوية). تشترك أعضاء هذه العائلة البروتينية في نطاق إنزيم الأدينوسين ثلاثي الفوسفات، ولها أدوار في عمليات خلوية متنوعة، بما في ذلك نقل الأغشية، والحركة داخل الخلايا، والتكوين الحيوي للعضيات، وطي البروتين، والتحلل البروتيني. قد يشارك إنزيم الأدينوسين ثلاثي الفوسفات المُشفَّر في تجميع أو وظيفة مُركَّبات البروتين النووية. حُدِّدَت نسختان مُتغيِّرتان تُشفِّران أشكالًا مُتغايرة مُميَّزة لهذا الجين. وُصِفَت متغيرات أخرى للوصل البديل، ولكن لم تُحدَّد تسلسلاتها كاملة الطول.

## الأهمية السريرية
تُسبِّب الطفرات المُرتبطة بهذا الجين الشكل الأكثر شيوعًا للشلل النصفي التشنجي السائد الجسمي من النوع 4 (SPG4).